# Pacific Rim: Trỗi dậy
Vành đai Thái Bình Dương: Trỗi dậy (tên gốc tiếng Anh: Pacific Rim: Uprising) là phim điện ảnh khoa học viễn tưởng của Mỹ năm 2018 do Steven S. DeKnight đạo diễn, với phần kịch bản được viết bởi DeKnight, Emily Carmichael, Kira Snyder và T.S. Nowlin. Đây là phần 2 của Siêu đại chiến năm 2013, với đạo diễn phần trước đó, Guillermo del Toro, làm nhà sản xuất chính. Phim có sự tham gia của John Boyega, Scott Eastwood, Cailee Spaeny, Cảnh Điềm, Adria Arjona, và Trương Tấn. Ngoài ra ba diễn viên từ phần phim đầu tiên là Rinko Kikuchi, Charlie Day và Burn Gorman cũng trở lại với các vai diễn cũ trong phần phim này. Lấy bối cảnh vào năm 2035, nội dung của bộ phim tiếp tục xoay quanh cuộc chiến của loài người với loài quái vật khổng lồ Kaiju với mục tiêu hủy diệt thế giới.
Quá trình quay phim chính của Pacific Rim: Trỗi dậy bắt đầu diễn ra vào tháng 11 năm 2016 tại Úc. Phim được hãng Universal Pictures công chiếu tại Mỹ, Việt Nam cùng nhiều quốc gia khác vào ngày 23 tháng 3 năm 2018, dưới các định dạng 2D, Real D 3D, IMAX 3D và IMAX. Phim nhận được nhiều ý kiến trái chiều từ giới chuyên môn, với nhiều ý kiến cho rằng bộ phim khá "nhạt nhẽo", trong khi số khác lại đánh giá đây là một bộ phim "hài hước, giải trí."

## Nội dung
Mười năm sau Cuộc chiến Vết nứt, cựu phi công Jaeger Jake Pentecost, con trai của người hùng Stacker Pentecost, phải kiếm sống bằng cách đi ăn cướp và bán lại các bộ phận của Jaeger tại một chợ đen ở Californa. Trong một lần đi tìm kiếm lõi năng lượng của một Jaeger cũ, anh lạc đến một chỗ trú bí mật của Amara Namani, một cô thiếu niên có niềm đam mê Jaeger mãnh liệt. Cả hai sau đó đã bị Quân đoàn Phòng vệ Pan-Pacific (PPDC) bắt giữ. Chị gái nuôi của Jake và cũng là Thư ký của PPDC, Mako Mori, đã cho Jake chọn lựa giữa việc ngồi tù hoặc trở lại PPDC dưới vai trò người hướng dẫn và Amara là học viên.Và từ đó hàng loạt câu chuyện và tình huống không tưởng bắt đầu xảy ra lần lượt và nối tiếp gieo rắc nổi kinh hoàng của nhân loại với Kaju và các jeager.

## Diễn viên
- John Boyega vai Jake Pentecost[8][9]
- Scott Eastwood vai Nate Lambert[9][10]
- Cailee Spaeny vai Amara Namani[9][11]
  - Madeleine McGraw vai Amara Namani hồi nhỏ
- Rinko Kikuchi vai Mako Mori[9]
- Charlie Day vai Tiến sĩ Newton "Newt" Geiszler / Phái viên Precursor[9]
- Burn Gorman vai Tiến sĩ Hermann Gottlieb[9]
- Cảnh Điềm vai Liwen Shao[12]
- Adria Arjona vai Jules Reyes[13]
- Trương Tấn vai Nguyên soái Quan[14]
- Karan Brar vai Suresh[15]
- Ivanna Sakhno vai Vik[16]
- Mackenyu vai Ryoichi[17]
- Shyrley Rodriguez vai Renata[18]
- Levi Meaden vai Ilya[19]
- Rahart Adams vai Tahima Shaheen[20]
- Zhu Zhu vai Juen
- Nick E. Tarabay vai Sonny